# Wzgórza Twardogórskie
Wzgórza Twardogórskie lub Wzgórza Milicko-Międzyborskie (318.45) – mały mezoregion fizycznogeograficzny w południowo-zachodniej Polsce, stanowiący wschodnią część Wału Trzebnickiego. Region graniczy od północy z Kotliną Milicką, od zachodu z Kotliną Żmigrodzką i Wzgórzami Trzebnickimi, od południa z Równiną Oleśnicką a od wschodu ze Wzgórzami Ostrzeszowskimi. Region leży w całości w obrębie woj. dolnośląskiego (peryferyjnie na obszarze woj. wielkopolskiego) i bierze swą nazwę od miasta Twardogóra.
Mezoregion jest morenowym, zalesionym pasem wzgórz (powierzchnia 304 km²) osiągającym wysokości od 220 do maksymalnie 272 m n.p.m., zamykającym od południowego zachodu Kotlinę Milicką.
W obrębie Wzgórz Twardogórskich wyróżnia się trzy mikroregiony:
- Wzgórza Krośnickie (142 m, pomiędzy kotlinami Żmigrodzką a Milicką)
- Wzgórza Sycowskie
- Grzbiet Twardogórski (środkowa, najwyższa część mezoregionu)

Głównymi ośrodkami miejskimi regionu są Syców, Twardogóra i Międzybórz.
Wzgórza Twardogórskie rozpościerają się na terenie gmin: Milicz, Krośnice, Zawonia, Dobroszyce, Oleśnica, Twardogóra, Sośnie, Międzybórz, Syców i Dziadowa Kłoda.